# O Srdce Mladého světa 1966
Turnaj o Srdce Mladého světa uspořádaný roku 1966 byl 1. ročníkem československé fotbalové soutěže ženských družstev, která se pod záštitou tuzemského týdeníku Mladý svět konala až do roku 1990.
Dvacet šest ženských a dívčích týmů se o víkendu 22. a 23. října sešlo v hlavním městě na hřištích Slavie Praha a Spartaku Vršovice. Finále, ve kterém se utkala Slavia se Spartou Praha, rozhodla jedinou brankou ve prospěch domácích řecká fotbalistka Leftera Paraskevopulová.
První ročník soutěže se setkal se zájmem sportovkyň, veřejnosti (na zápasy dorazilo okolo 3 500 diváků) i ohlasem v celostátním tisku. Turnaj Mladého světa odstartoval obrodu ženské kopané v Československu a v následujících letech byl považován za neoficiální mistrovství republiky, kterého se později účastnila i zahraniční družstva.

## Vypsání turnaje a registrace
Zájem o ženský fotbal v Mladém světě spustil vzpomínkový článek Libuše Drahovzalové, průkopnice ženské kopané a prvorepublikové brankářky z Brna. Týdeník se ještě toho roku rozhodl uspořádat vlastní turnaj. Uzávěrka přihlášek byla 10. září.
Vyzýváme zájemkyně o turnaj Mladého světa dívčích jedenáctek v kopané, aby poslaly přihlášky sportovní rubrice našeho časopisu do 10. září. (…) Vítězná jedenáctka vyhraje kromě slávy i zájezd do zahraničí s Cestovní kanceláří ČSM.
Zájem byl velký – přestože oficiálně v Československu ženský fotbal neexistoval, předběžných přihlášek dorazilo 34, potvrzených 26. Jednalo se o týmy ze středních škol a průmyslových závodů, ale také o družstva poskládaná z házenkářek (to byl případ tří ze čtyř nejlepších celků) nebo hráček pozemního hokeje (Viktoria Žižkov). Zajímavostí je, že žižkovské pozemkářky si ten víkend připsaly kontumační porážku, tudíž je pravděpodobné, že účast na fotbalovém turnaji upřednostnily před svou vlastní soutěží. Mezi favoritky patřilo družstvo Rapid Jihlava, oddíl dívčí kopané, který toho roku zvítězil v Poháru Moravy. Nejmladší účastnici bylo pouhých deset let. Byla náhradnicí v týmu Slavie, který zde pod vedením Viléma Marzina, začal psát svou úspěšnou historii.
Vážení přátelé!
Na základě Vaší výzvy přihlašujeme do celostátního turnaje v kopané žen, který vypsal Váš časopis, naše družstvo žen složené z členek naši [sic] TJ Slavia Praha.
Prosíme o potvrzení naší přihlášky, které adresujte na naši TJ k rukám s. Marzina, které je trenerem [sic] tohoto družstva.

## Výsledky zápasů
Turnaj se odehrál během dvou víkendových dnů vyřazovacím systémem bez odvet. Oproti původním předpokladům dorazilo o dva týmy méně, a tak se rozpis zápasů lišil oproti tomu otištěnému před samotnou akcí v Mladém světě. Nakonec se 20 družstev utkalo v prvním kole a šest se volným losem posunulo do druhého kola. Zvítězila Slavia před Spartou, zbytkovým čs. výběrem a Bohemians.

### 1. kolo
| Tým 1                     | Skóre          | Tým 2               |
| ------------------------- | -------------- | ------------------- |
| Rapid Jihlava             | 1:0            | Horalka Chvaleč     |
| Viktoria Žižkov           | 1:0            | ČSM Mariánské Lázně |
| SVVŠ Ústí nad Labem       | 0:2            | Praha 10            |
| Jiskra Aš                 | 2:1            | Sokol Lhenice       |
| Gumotex Břeclav           | 1:0            | XI. Přípotoční      |
| Aero Letňany              | 1:0            | Pragoděv Nymburk    |
| Bohemians Praha           | 1:0            | Spartak Strakonice  |
| Slavia Praha              | 8:0            | Texlen Adršpach     |
| Železniční učiliště Praha | 3:0            | SVVŠ Tábor          |
| Příbram                   | 0:0 (4:3 pen.) | Přibice             |

### 2. kolo
| Tým 1           | Skóre          | Tým 2               |
| --------------- | -------------- | ------------------- |
| Zbytek ČSSR*    | 1:1 (4:3 pen.) | Rapid Jihlava       |
| Praha 10        | 1:0            | Viktoria Žižkov     |
| Sparta Praha    | 4:0            | Jiskra Aš           |
| Gumotex Břeclav | 6:0            | Aero Letňany        |
| Bohemians Praha | 7:0            | Cremona Luby        |
| SEŠ Praha 10    | 0:4            | Žirovnice           |
| Slavia Praha    | 4:0            | Železniční učiliště |
| Baník Příbram   | 1:0            | Sokol Poštorná      |

* Tým byl složen až na místě ze zájemkyň, které přijely z Kladna, Teplic, Loun, Třince a Prahy. Trenérské role se ujala iniciátorka turnaje, Libuše Drahovzalová.

### Čtvrtfinále
| Tým 1           | Skóre          | Tým 2           |
| --------------- | -------------- | --------------- |
| Zbytek ČSSR     | 4:0            | Praha 10        |
| Sparta Praha    | 1:0            | Gumotex Břeclav |
| Bohemians Praha | 0:0 (3:2 pen.) | Žirovnice       |
| Slavia Praha    | 4:1            | Baník Příbram   |

### Semifinále
| Tým 1        | Skóre | Tým 2           |
| ------------ | ----- | --------------- |
| Sparta Praha | 6:0   | Zbytek ČSSR     |
| Slavia Praha | 3:0   | Bohemians Praha |

### O 3. místo
| Tým 1       | Skóre | Tým 2           |
| ----------- | ----- | --------------- |
| Zbytek ČSSR | 6:4*  | Bohemians Praha |

* Místo zápasu se zahrávalo deset pokutových kopů.

### Finále
| Tým 1        | Skóre | Tým 2        |
| ------------ | ----- | ------------ |
| Slavia Praha | 1:0   | Sparta Praha |

### Konečné pořadí a ceny pro vítězné celky
| Pořadí | Tým             | Odměny |
| ------ | --------------- | --- |
| 1.     | Slavia Praha    | Perníkové srdce Mladého světa, pohár ÚV ČSM, dvoudenní zahraniční zájezd, poukázka v hodnotě 1 100 Kčs do prodejny s oděvy, dresy a odznaky Mladého světa. |
| 2.     | Sparta Praha    | Perníkové srdce (menší), dresy od Čs. televize, odznaky Mladého světa.                                                                                     |
| 3.     | Zbytek ČSSR     | Perníkové srdce (menší), knižní odměny Čs. výboru žen, odznaky Mladého světa.                                                                              |
| 4.     | Bohemians Praha | Knižní odměny Čs. výboru žen, odznaky Mladého světa. |